# 박봉섭
박봉섭은 대한민국의 텔레비전 드라마 연출감독이다.

## 드라마
- 2020년  tvN 드라마 스테이지 《드라마 스테이지 - 블랙아웃》 ... 연출
- 2020년 ~ 2021년  tvN 주말 미니시리즈 《경이로운 소문》 ... 공동연출
- 2022년  tvN 수목 미니시리즈 《이브》 ... 연출

## 영화
- 영화 《몽정기 2》 ... 연출부
- 영화 《미스터 주부퀴즈왕》 ... 연출부
- 영화 《캐치미》 ... 연출부